# Portret neznakomca
Portret neznakomca (Портрет незнакомца) è un film del 2022 diretto da Sergej Osip'jan.

## Trama
Mosca 1974: Oleg è un attore che, dopo non essere risucito ad affermarsi a teatro e al cinema, ha trovato lavoro in un programma radiofonico, dove recita la parte di una spia sovietica che vive negli Stati Uniti. Un giorno la trasmissione radiofonica viene chiusa e sua moglie lo caccia di casa, il chè porta a un'inaspettata svolta degli eventi nella vita di Oleg.